# Wu Li
Wu Li (吳歷T, 吴历S, Wú LìP, noto anche come Mojing Daoren (墨井道人, "taoista del calamaio"); Changshu, 1632 – Shanghai, 24 febbraio 1718) è stato un pittore, poeta e calligrafo cinese.

## Biografia

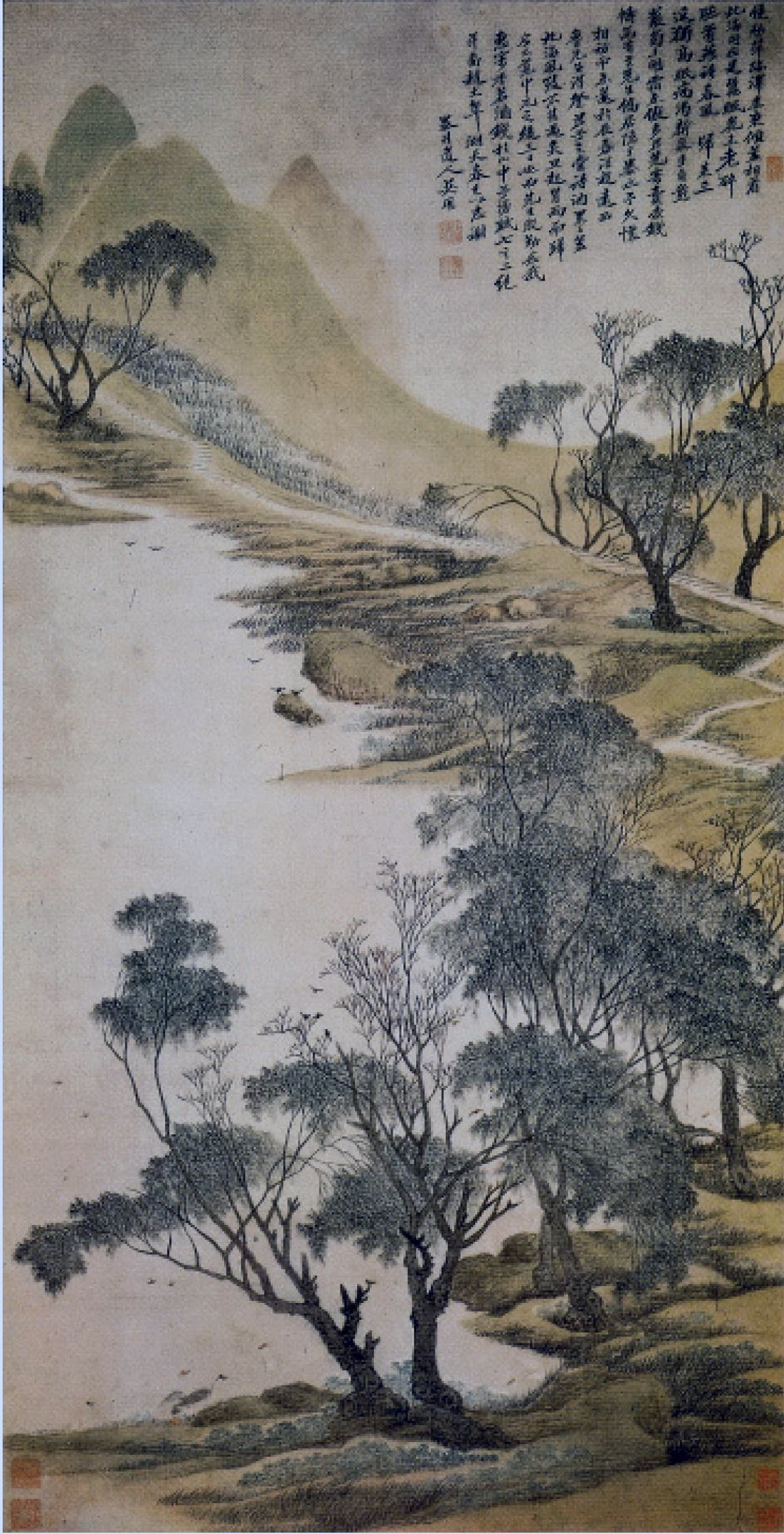
La primavera viene al lago, 1676, Museo di Shanghai

Wu Li fu uno dei Sei Maestri del primo periodo Qing assieme a Wang Shimin, Wang Jian, Wang Hui, Wang Yuanqi e Yun Shouping, tutti provenienti dal Jiangsu meridionale, nei pressi del bacino del Fiume Azzurro. Si convertì al Cristianesimo all'età di 50 anni e nel 1681 si recò a Macao con il missionario Philippe Couplet. Si unì alla Compagnia di Gesù ma restò fedele alla tradizione artistico-letteraria cinese, criticando l'enfasi occidentale sulla prospettiva e ritenendo poco utile riprodurre fedelmente la profondità dell'immagine.
Uomo di vasta cultura, da giovane apprese la letteratura e la poesia dai letterati Chen Hu (1613–75) e Qian Qianyi (1582–1664). Rimarcò il precetto confuciano secondo cui solo gli uomini colti ed eminenti potessero coltivare il talento per la pittura a inchiostro.
La sua produzione artistica ricorda molto quella dei Quattro Wang. Imitò gli antichi maestri Song (960–1279) e Yuan (1279–1368), in particolare Huang Gongwang. Come calligrafo predilesse lo stile di Su Shi.
Predicò nell'area di Shanghai, dove fu sepolto nel cimitero gesuita con il suo nome cristiano Acunha.

## Opere
Le sue opere sono conservate nei seguenti musei:
- Museo del Palazzo di Pechino: 
  - Ruscello di montagna nello stile di Wu Zhen
  - Paesaggio di montagna, ponte sul fiume
  - Studi paesaggistici nello stile dei vecchi maestri
- British Museum di Londra:
  - Album di piccoli paesaggi, copie in tutta probabilità
- Metropolitan Museum of Art di New York:
  - Paesaggio con uno studioso in una capanna (iscrizione datata 1703)
- National Palace Museum di Taipei:
  - Paesaggio nello stile di Wu Zhen (inchiostro su carta, rotolo apribile verticalmente)
  - Nuvole bianche e montagne verdi (inchiostro su seta, rotolo apribile orizzontalmente)
  - Dieci pagine di paesaggi in memoria dei maestri Song e Yuan (inchiostro e/o colore su carta)
- Freer Gallery of Art di Washington: Paesaggio (in memoria di Wang Meng, poesia del pittore datata 1707)